# Синдром Терсона
Синдром Терсона — появление кровоизлияния в стекловидное тело глаза человека в связи с субарахноидальным кровоизлиянием. Кровоизлияние в стекловидное тело глаза может также возникать в связи с внутричерепным кровоизлиянием и повышенным внутричерепным давлением (ICP). Внутриглазное кровоизлияние может быть субретинальным, ретинальным, преретинальным, субхиалоидальным или кровоизлиянием внутрь стекловидного тела. Его вероятной причиной является быстрое увеличение внутричерепного давления.Классическое представление — в субхиалоидальное пространство, которое между задней поверхностью стекловидного тела и передней частью сетчатки.
При субарахноидальном кровоизлиянии, 13 % пациентов имеют синдром Терсона, который ассоциируется с более тяжелым SAH (более высокий балл Hunt-Hess, маркера тяжести), а риск смерти значительно увеличивается.
Первый известный доклад об этой ассоциации был сделан немецким офтальмологом Морицем Литтеном в 1881 году. Тем не менее, имя французского врача-офтальмолога Альберта Терсона чаще ассоциируется с этим состоянием после его собственноручного доклада в 1900 году.